# Макконен, Арья
А́рья И́нкери Ма́кконен (фин. Arja Inkeri Makkonen; род. 24 ноября 1958, Китеэ, Финляндия) — финский дипломат, Чрезвычайный и полномочный посол Финляндии в Армении, Азербайджане и Грузии (с 2016); ранее — Чрезвычайный и полномочный посол Финляндии в Украине (2011—2015).

## Биография
В 1989 году поступила на дипломатическую службу в Министерство иностранных дел Финляндии, где занимала различные должности в Департаменте развития сотрудничества, в Департаменте внешних связей, в Европейском департаменте и Секретариате Европейского Союза.
С 2000 по 2003 годы работала советником министров Киммо Саси и Яари Вилен, а позднее в должности постоянного представителя Финляндии при ЕС в Брюсселе, советником по связям с прессой при посольствах Финляндии в Малайзии и Франции.
С 2003 по 2007 годы была советником Посольства Финляндии в Польше.
С 2007 по 2011 годы работала заместителем Посла в Посольстве Финляндии в России.
В 2011 году была назначена Чрезвычайным и Полномочным послом Финляндии на Украине и 1 сентября вручила свои верительные грамоты президенту Украины Виктору Януковичу. 31 августа 2015 года завершила свою работу в Украине.
1 сентября 2016 года назначена Чрезвычайным и полномочным послом Финляндии в Армении, Азербайджане и Грузии.